# مسرح الفن الرقمي
مسرح الفن الرقمي هو مساحة عرض للفن الرقمي ومكان للمسرح الرقمي يقع في سوق مدينة جميرا في دبي، الإمارات العربية المتحدة.
يشغل المسرح مساحة 1800 متر مربع، مع صوت محيطي وشاشات عرض كبيرة على السقف وجميع الجدران. يوفر مساحة عرض متعددة الوسائط ومتعددة الحواس. بالإضافة إلى ذلك يعرض المسرح أعمال الفنانين الرقميين حول العالم ويستضيف حفلات موسيقية حيث تبلغ طاقته الاستيعابية 500 شخص.

## أنماط المسرح
يمزج المسرح بين ثلاثة من أنماط الفنون الرقمية، بما يشمل معارض الوسائط المتعددة والمعارض التفاعلية العصرية وتجارب الواقع الافتراضي. ويقدّم عروضاً رقمية تسلّط الضوء على أعمال فنية كلاسيكية ترافقها الموسيقى والمؤثرات البصرية ومكبرات الصوت.

## اقسام المعرض
تتوفّر في المعرض عدّة أقسام، ومنها معارض فنية تقليدية وكلاسيكية، ومساحة عصرية للفن الرقمي إلى جانب معارض تفاعلية مُخصصة للأطفال وتجارب الواقع الافتراضي. حيث يصوّر المعرض أهم الحركات الفنية في نهاية القرن الـ19ومطلع القرن الـ20، عبر تسليط الضوء على روائع لأبرز أيقونات عالم الفن مثل فنسنت فان جوخ وكلود مونيه وفاسيلي كاندينسكي وجورج سورا وبول سيزان وإدفارد مونش وخوان جريس وروبرت ديلوناي وبول كلي. وسيسلّط المسرح الضوء على مجموعة لوحات مختارة تصوّر مختلف حركات الفن المعاصر مثل الفن الانطباعي وفن ما بعد الانطباعية والفن التكعيبي والتنقيطي والتعبيري، بما يشمل لوحة الصرخة للرسام إدفارت مونش ولوحتَي ليلة النجوم وازدهار شجرة اللوز للرسام فان جوخ، إضافة إلى لوحة زنابق الماء للرسام مونيه.
كما يحتضن المسرح معرضاً تفاعلياً للأطفال، يمثل مساحة فنية متخصصة تتميز بمساحات متعددة الأبعاد مع ممرات وبوابات سرية تتيح الوصول إلى عوالم سحرية مفعمة بالغموض، ويمكن لزوار المسرح الدخول إلى هذه المساحة مجاناً.
أُعلن عن مسرح الفن الرقمي في عام 2019 وأُفتتح يوم 11 أكتوبر 2020 من قبل المديرة العامة لهيئة الثقافة والفنون في دبي "هالة بدري" وقُدم في المعرض الافتتاحي أعمال تسعة فنانين مشهورين بمن فيهم كلود مونيه وفينسنت فان خوخ وبول سيزان وفاسيلي كاندينسكي وغيرهم.